# Beluša
Beluša és un poble i municipi d'Eslovàquia que es troba a la regió de Trenčín. La primera menció escrita de la vila es remunta al 1330.

## Demografia
| Godina             | 1994 | 2004   | 2014   | 2024   |
| ------------------ | ---- | ------ | ------ | ------ |
| Nombre de persones | 6036 | 6081   | 5827   | 6183   |
| Diferència         |      | +0,74% | −4,17% | +6,10% |

| Godina             | 2023 | 2024   |
| ------------------ | ---- | ------ |
| Nombre de persones | 6186 | 6183   |
| Diferència         |      | −0,04% |